# Deutsche Meisterschaft im Straßenrennen der Amateure 1949
Die Deutsche Meisterschaft im Straßenrennen der Amateure 1949 wurde am 28. August in Nürnberg als Eintagesrennen ausgetragen. Die Strecke war 215 Kilometer lang. Sieger wurde Walter Schürmann.

## Rennverlauf
Am Start in Nürnberg waren mehr als 90 Radrennfahrer aus Vereinen des Bundes Deutscher Radfahrer. Dazu kamen einige Fahrer aus der damaligen Ostzone. Organisiert wurde das Meisterschaftsrennen vom RC Herpersdorf. Von 130 gemeldeten Fahrern nahmen 92 das Rennen auf. Nach vielen Ausreißversuchen waren 20 Kilometer vor dem Ziel noch 20 Fahrer an der Spitze. Am Obererbacher Berg setzte sich Walter Schürmann von der Gruppe ab und fuhr als Solist bis zum Ziel in Katzwang noch fast drei Minuten Vorsprung heraus. Die Verfolgergruppe von 14 Fahrern führte Paul Jagodzinski an.

## Ergebnis
| Platz | Fahrer           | Ort/Verein              | Zeit (h)        |
| ----- | ---------------- | ----------------------- | --------------- |
| 01.   | Walter Schürmann | Sturm Dortmund-Hombruch | 6:16:18         |
| 02.   | Paul Jagodzinski | RV 1931 Fröndenberg     | + 02:50 Minuten |
| 03.   | Rudi Theissen    | Zugvogel Hannover       | gl. Zeit        |
| 04.   | Wolfgang Grupe   | Dürkopp Hannover        | gl. Zeit        |
| 05.   | Waldemar Knoke   | Zugvogel Hannover       | gl. Zeit        |
| 06.   | Alfred Kutza     | Grün-Weiß Berlin        | gl. Zeit        |
| 0 …   |                  |                         |                 |